# Steve De Ridder
Steve De Ridder (Gent, 25 februari 1987) is een Belgisch voetballer die voor KMSK Deinze onder contract staat en voornamelijk als middenvelder of als vleugelaanvaller speelt.

## Clubcarrière
De aanvaller begon met voetballen bij de jeugd van VSV Gent. Nadien speelde hij in de jeugdreeksen van Sporting Lokeren en KAA Gent. In 2005 werd De Ridder opgenomen in de A-kern van KAA Gent, maar al snel uitgeleend aan derdeklasser Eendracht Aalst. Daar scoorde hij zes keer in evenveel wedstrijden, waarop hij een profcontract bij KAA Gent kreeg.
Toenmalig Gent-coach Georges Leekens was niet helemaal overtuigd van De Ridders kwaliteiten, waardoor hij twee seizoenen werd uitgeleend aan KFC Vigor Wuitens Hamme. Hier bloeide Steve open en werd hij beloond met een transfer naar De Graafschap.
Met ingang van het seizoen 2008/2009 droeg hij de clubkleuren van De Graafschap. Daarvoor speelde hij in drie seizoenen bijna honderd competitiewedstrijden, waarin hij twaalf keer scoorde.
Hij tekende in juli 2011 een driejarig contract bij het Engelse Southampton, dat naar schatting ruim €1.000.000,- voor hem betaalde aan De Graafschap. Southampton speelde op dat moment in het Championship. In zijn eerste seizoen bij The Saints werd hij vooral gebruikt als supersub en kwam hij tot een totaal van 32 wedstrijden, voornamelijk invalbeurten. Op 22 december 2012 maakte hij zijn Premier League-debuut tegen Sunderland. Hij viel 10 minuten na rust in voor Emmanuel Mayuka. Sunderland won de wedstrijd dankzij een doelpunt vlak voor rust van Steven Fletcher.
Op 31 januari 2013, de laatste dag van de winterse transferperiode, werd De Ridder voor een maand uitgeleend aan Bolton Wanderers, dat in de Championship uitkomt. Hij maakte zijn debuut voor Bolton Wanderers twee dagen later tegen Watford als invaller voor Chris Eagles. Na de huurperiode van één maand en drie gespeelde wedstrijden voor Bolton Wanderers keerde De Ridder terug naar Southampton.
Op 1 augustus 2013 nam FC Utrecht Steve de Ridder transfervrij over, hij tekende een contract voor drie jaar. Op 22 mei 2014 nam FC Kopenhagen hem over van FC Utrecht, naar verluidt voor een bedrag van ruim twee miljoen euro. Op 5 juni 2015 maakt SV Zulte Waregem bekend dat het De Ridder zou huren van FC Kopenhagen. Het bedong ook een aankoopoptie. In 2016 tekende hij bij Lokeren. Met Lokeren degradeerde De Ridder in 2019 uit de Jupiler Pro League.
In de zomer van 2019 tekende De Ridder een contract voor twee jaar bij Sint-Truidense VV. Hij had op dat moment reeds één wedstrijd met Lokeren in de Proximus League gespeeld. In zijn eerste seizoen miste hij veel wedstrijden door aanhoudend blessureleed. In het seizoen 2020/21 werd De Ridder aangeduid als de nieuwe aanvoerder van STVV. In het seizoen 2022/23 werd hij uitgeleend aan KMSK Deinze en vertrok het seizoen erop definitief naar de tweedeklasser.

## Clubstatistieken
| Seizoen | Club               | Competitie         | Competitie | Competitie | Competitie | Beker | Beker | Beker | Internationaal | Internationaal | Internationaal | Totaal | Totaal | Totaal |
| Seizoen | Club               | Competitie         | Wed.       | Dlp.       | Ass.       | Wed.  | Dlp.  | Ass.  | Wed.           | Dlp.           | Ass.           | Wed.   | Dlp.   | Ass.   |
| ------- | ------------------ | ------------------ | ---------- | ---------- | ---------- | ----- | ----- | ----- | -------------- | -------------- | -------------- | ------ | ------ | ------ |
| 2004/05 | KAA Gent           | Jupiler Pro League | 0          | 0          | 0          | 0     | 0     | 0     | —              | —              | —              | 0      | 0      | 0      |
| 2005/06 | → Eendracht Aalst  | Derde Klasse       | 14         | 7          | ?          | 0     | 0     | 0     | —              | —              | —              | 14     | 7      | 0      |
| 2006/07 | KAA Gent           | Jupiler Pro League | 1          | 0          | 0          | 0     | 0     | 0     | —              | —              | —              | 1      | 0      | 0      |
| 2006/07 | → VW Hamme         | Tweede klasse      | 10         | 5          | 0          | 1     | 0     | 0     | —              | —              | —              | 11     | 5      | 0      |
| 2007/08 | → VW Hamme         | Tweede klasse      | 34         | 17         | 0          | 1     | 0     | 0     | —              | —              | —              | 35     | 17     | 0      |
| 2008/09 | De Graafschap      | Eredivisie         | 31         | 0          | 2          | 3     | 0     | 0     | —              | —              | —              | 34     | 0      | 2      |
| 2009/10 | De Graafschap      | Jupiler League     | 33         | 9          | 10         | 1     | 0     | 1     | —              | —              | —              | 34     | 9      | 11     |
| 2010/11 | De Graafschap      | Eredivisie         | 31         | 3          | 8          | 1     | 0     | 0     | —              | —              | —              | 32     | 3      | 8      |
| 2011/12 | Southampton        | Championship       | 32         | 3          | 3          | 5     | 1     | 0     | —              | —              | —              | 37     | 4      | 3      |
| 2012/13 | Southampton        | Premier League     | 4          | 0          | 0          | 3     | 0     | 1     | —              | —              | —              | 7      | 0      | 1      |
| 2012/13 | → Bolton Wanderers | Championship       | 3          | 0          | 0          | 0     | 0     | 0     | —              | —              | —              | 3      | 0      | 0      |
| 2013/14 | FC Utrecht         | Eredivisie         | 32         | 10         | 6          | 4     | 2     | 0     | —              | —              | —              | 36     | 12     | 6      |
| 2014/15 | FC Kopenhagen      | Superligaen        | 23         | 2          | 2          | 6     | 1     | 1     | 7              | 0              | 0              | 36     | 3      | 3      |
| 2015/16 | → SV Zulte Waregem | Jupiler Pro League | 37         | 5          | 4          | 2     | 0     | 0     | —              | —              | —              | 39     | 5      | 4      |
| 2016/17 | Sporting Lokeren   | Jupiler Pro League | 32         | 2          | 6          | 2     | 2     | 0     | —              | —              | —              | 34     | 4      | 6      |
| 2017/18 | Sporting Lokeren   | Jupiler Pro League | 37         | 7          | 4          | 2     | 2     | 0     | —              | —              | —              | 39     | 9      | 4      |
| 2018/19 | Sporting Lokeren   | Jupiler Pro League | 24         | 1          | 3          | 1     | 1     | 2     | —              | —              | —              | 25     | 2      | 5      |
| 2019/20 | Sporting Lokeren   | Proximus League    | 1          | 0          | 0          | 0     | 0     | 0     | —              | —              | —              | 1      | 0      | 0      |
| 2019/20 | STVV               | Jupiler Pro League | 12         | 0          | 0          | 1     | 0     | 0     | —              | —              | —              | 13     | 0      | 0      |
| 2020/21 | STVV               | Jupiler Pro League | 25         | 1          | 1          | 1     | 0     | 0     | —              | —              | —              | 26     | 1      | 1      |
| 2021/22 | STVV               | Jupiler Pro League | 12         | 1          | 1          | 1     | 0     | 0     | —              | —              | —              | 13     | 1      | 1      |
| 2022/23 | → KMSK Deinze      | Proximus League    | 23         | 0          | 0          | 3     | 0     | 0     | —              | —              | —              | 26     | 0      | 0      |
| 2023/24 | KMSK Deinze        | Proximus League    | 12         | 0          | 0          | 1     | 0     | 0     | —              | —              | —              | 13     | 0      | 0      |
| 2024/25 | KMSK Deinze        | Proximus League    | 4          | 0          | 0          | 1     | 1     | 0     | 0              | 0              | 0              | 5      | 1      | 0      |
| Totaal  | Totaal             | Totaal             | 467        | 73         | 50         | 40    | 10    | 5     | 7              | 0              | 0              | 514    | 83     | 55     |